# Energi og Danmark
Energi og Danmark er en dansk dokumentarfilm fra 1982 med instruktion og manuskript af Per Eilstrup.

## Handling
Energiministeriet stod bag filmen, som fortæller om Danmarks energimæssige problemer og muligheder og om planer for energiforsyningen og energiforbruget. I filmen gennemgås de forskellige energikilders aktuelle omfang på baggrund af oplysninger om det seneste tiårs spareforanstaltninger. Olie- og naturgasprojektet i Nordsøen omtales, og det skitseres, hvorledes planerne er for naturgassen, som er et af elementerne i den overordnede varmeplan for hele landet. Den skal sammen med kraftvarmen og anden fjernvarme efter planen dække to tredjedele af det samlede behov for opvarmning om 10-15 år. For den sidste dels vedkommende vil de vedvarende energikilder kunne få betydning.